# Eilema heterogyna
Eilema heterogyna är en fjärilsart som beskrevs av George Francis Hampson 1910. Eilema heterogyna ingår i släktet Eilema och familjen björnspinnare. Inga underarter finns listade i Catalogue of Life.

## Bildgalleri

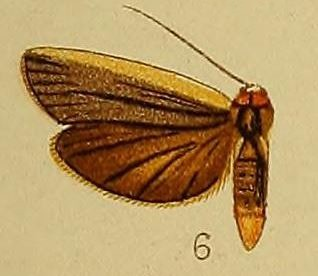